# Marcel Strauss
Marcel Strauss (Feuerthalen, 15 augustus 1976) is een voormalig Zwitsers wielrenner.

## Belangrijkste overwinningen
2002
- 5e etappe Ster Elektrotoer

## Resultaten in voornaamste wedstrijden
| Jaar | Amstel Gold Race | Luik-Bast.‑Luik | Parijs-Brussel |
| ---- | ---------------- | --------------- | -------------- |
| 2002 |                  | 91e             |                |
| 2003 | 120e             |                 | 9e             |